# Fundación CajaCanarias
La Fundación CajaCanarias es una fundación en la que se transformó la anteriormente denominada Caja General de Ahorros de Canarias, una caja de ahorros española con sede en la ciudad de Santa Cruz de Tenerife que operaba bajo el nombre comercial "CajaCanarias". Fue la primera entidad financiera de Canarias, llegando a tener 1600 empleados directos y una red de más de dos centenares de oficinas en todas las islas. La actividad de la fundación consiste en el mantenimiento del patrimonio cultural y la obra social que anteriormente desarrollaba la caja.
En 2010, integró su negocio financiero junto con los de Caja Navarra, Cajasol y Caja de Burgos en el SIP Banca Cívica, el cual fue absorbido por CaixaBank el 3 de agosto de 2012. Como consecuencia de perder su negocio financiero, Cajacanarias tuvo que convertirse en una fundación.
Como consecuencia de la absorción de Banca Cívica por CaixaBank, la entidad se convirtió en accionista de Caixabank con un 0,7% del capital. A 31 de diciembre de 2023, la fundación tenía un 0,4964% de CaixaBank.

## Historia
La Caja General de Ahorros de Canarias surgió como consecuencia de la fusión, el 23 de marzo de 1984, de las dos Cajas de Ahorros existentes en la provincia de Santa Cruz de Tenerife: la Caja General de Ahorros y Monte de Piedad de Santa Cruz de Tenerife y la Caja de Ahorros Insular de La Palma.
La Caja General de Ahorros y Monte de Piedad de Santa Cruz de Tenerife nació al amparo de la Real Orden del Ministerio de Gobernación de 13 de abril de 1910, por la que se aprobaron sus Estatutos fundacionales, que habían sido confeccionados y remitidos al Ministerio de Trabajo el 23 de septiembre de 1908. Posteriormente, el 15 de marzo de 1911, se abrió al público la primera Oficina de la Entidad.
La Caja de Ahorros Insular de La Palma, fue creada por el Excmo. Cabildo Insular de La Palma, en sesión celebrada el 21 de julio de 1939, habiéndose aprobado los Estatutos remitidos al Ministerio de Trabajo por Orden de tal Ministerio de fecha 4 de agosto de 1942. A su vez, el primero de enero de 1943, fueron abiertas al público las puertas de la Entidad.

### Banca Cívica
En 2010, se integró mediante el mecanismo legal denominado Sistema Institucional de Protección (SIP), también llamado "fusión fría", en Banca Cívica. Esta entidad, que tuvo su sede en Madrid y posteriormente en Sevilla, agrupaba determinados servicios mientras que cada caja conserva su personalidad, marca y obra social. Banca Cívica estaba integrada además de por CajaCanarias, por Caja Navarra, Cajasol y Caja de Burgos.
Inicialmente, Caja Canarias tenía el 21,3% del capital social de Banca Cívica. Tras la salida a bolsa del nuevo banco, Caja Canarias se quedó con el 11,8%.
Banca Cívica anunció su absorción por CaixaBank el 23 de marzo de 2012. El 26 de marzo de 2012, CaixaBank aprobó la integración con Banca Cívica. Según se manifestó, la operación conformaría la entidad líder en el mercado español, con más de 14 millones de clientes y unos activos de 342.000 millones de euros y se expresó que la integración no requería ayudas públicas, ni tenía ningún coste para el resto del sector financiero. Las cajas de ahorros con participación en el capital de Banca Cívica se convertirían en accionistas de CaixaBank con un 3,4% del capital (Caja Navarra (1,0%), Cajasol (1,0%), CajaCanarias (0,7%) y Caja de Burgos (0,7%)).
El 26 de junio de 2012, CaixaBank y Banca Cívica celebraron sendas junta general de accionistas de carácter extraordinario para aprobar la fusión por absorción de Banca Cívica por CaixaBank.
El 3 de agosto de 2012, tuvo lugar la inscripción de la escritura de la fusión en el Registro Mercantil, produciéndose con ello la fusión por absorción de Banca Cívica por CaixaBank y la extinción de la primera.
CaixaBank decidió mantener el nombre "CajaCanarias" junto al logotipo de la entidad catalana en las oficinas situadas en la provincia de Santa Cruz de Tenerife. Posteriormente, desapareció y pasó a usarse únicamente la marca "CaixaBank".

### Transformación en fundación
Como consecuencia de la integración de Banca Cívica en CaixaBank, CajaCanarias perdió su negocio financiero y se tuvo que convertir en una fundación.
No fue hasta febrero de 2014 cuando el Gobierno de Canarias dio por finalizada su labor gestora en el proceso de transformación. A partir de entonces, el patronato de la entidad asumió el control. Desapareció el carácter especial de la entidad pasando a ser una fundación ordinaria.
Con fecha 18 de junio de 2014, en virtud de la Ley 26/2013, se hace preciso la transformación en una fundación bancaria. El 9 de junio de 2021, como consecuencia de la inaplicabilidad de lo estipulado en dicha ley, la fundación aprobó el proceso de transformación pasando nuevamente a la consideración de fundación ordinaria. Con fecha 28 de abril de 2022 quedó finalmente inscrita en el Registro de Fundaciones como Fundación Canaria Privada Caja General de Ahorros de Canarias - Fundación CajaCanarias.

## Negocio
La filosofía que inspiró la fundación de esta caja y que dirigía sus actuaciones era la misma que el resto de entidades de este tipo que existen en España: la capitalización del ahorro popular para destinarlo a obras sociales y a propiciar el desarrollo local. Los excedentes de la gestión financiera se destinaban a financiar las actividades de la Obra Benéfico Social que se desarrollaban en todas las Islas. Es por ello por lo que CajaCanarias cumplía un papel esencial dentro de la economía de mercado regional, al permitir el acceso a una financiación con bajos tipos de interés a diferentes colectivos sociales y empresariales, que de otra manera no podrían adquirir bienes y servicios en las condiciones normales de mercado. Esta labor se realizaba gracias a convenios con instituciones públicas y organizaciones empresariales.
CajaCanarias contaba con más de 1600 empleados directos y una red de más de dos centenares de oficinas en todas las islas.
Cajacanarias era la primera entidad financiera de Canarias por recursos ajenos y recursos propios.

## Obra social y cultural
La primera gran obra benéfica fue el Colegio Hogar Escuela María Auxiliadora, instituido en 1943 como un centro encomendado a las Religiosas Salesianas para la acogida e instrucción de niñas huérfanas y que en la actualidad prosigue su labor educativa. En la actualidad, la Obra Social y Cultural de CajaCanarias abarca una red cercana a las cincuenta bibliotecas, doce salas de arte, seis guarderías infantiles, catorce escuelas de ajedrez y un colegio. Entre su actividad cultural y social destaca la convocatoria de premios literarios y de investigación, exposiciones, conciertos, espectáculos, etc.